# Dunkirk (Wisconsin)
Dunkirk – miasto w Stanach Zjednoczonych, w stanie Wisconsin, w hrabstwie Dane.